# Аймерс-Ґат

Мапа Монтсеррату з річками острова

Аймерс Ґат (англ. Aymer's Ghaut) — річка на острові Монтсеррат (Британські заморські території). Витік розташований на висоті близько 500 метрів над рівнем моря на горі Чанкес Пік (Chances Peak). Впадає до Карибського моря.

## Особливості
Унаслідок кількох вивержень вулкану на горі Суфрієр-Гіллз у 1997 році, нижня частина річища була наповнена магмою, а поселення на берегах річки та всі комунікації були знищені. Однак завдяки постійному притокові води з підземних джерел та дощів у верхів'ях річки — водний потік пробив собі нові шляхи, аби влитися до моря.
Протікає через поселення (уже зниклі): Кінсел (Kinsale), Амешам (Amersham) і тече в західній частині острова, а саме територією парохії Сент-Антоні.
Гірська річка, яка починається в горах і стрімко стікає до узбережжя. Течія річки бурхлива, яка вибиває в рельєфі численні перекати та водоспади й глибоку ущелину.